# 1991 en Tunisie
Chronologie de la Tunisie
- 1987
- 1988
- 1989
- 1990
- 1991
- 1992
- 1993
- 1994
- 1995

Cet article présente les faits marquants de l'année 1991 en Tunisie ou relatifs à la Tunisie.

## Événements
- 20 janvier : le bureau politique du Rassemblement constitutionnel démocratique, réuni sous la présidence de Zine el-Abidine Ben Ali se déclare solidaire de l'Irak dans le contexte de la guerre du Golfe[1].
- 23 janvier : le Premier ministre Hamed Karoui prononce un discours dans lequel il dénonce la guerre destructrice menée contre l'Irak[2].
- 19 septembre : deux pirates de l'air tunisiens tentent de détourner sur Alger un DC-9 d'Alitalia assurant la liaison entre Rome et Tunis ; l'avion, qui transporte 130 passagers et sept membres d'équipage, se pose finalement à Tunis comme prévu.
- 9 octobre : trois intégristes condamnés à mort en juin, et dont la grâce est rejetée par le président Zine el-Abidine Ben Ali, sont pendus à la prison civile de Tunis.
- 9-13 décembre : la 15e session du Comité du patrimoine mondial a lieu à Carthage[3].

## Sports

### Athlétisme
- Championnats de Tunisie d'athlétisme 1991

### Football
- Finale de la Coupe des clubs champions africains 1991
- Équipe de Tunisie de football en 1991
- Championnat de Tunisie de football 1990-1991
- Championnat de Tunisie de football 1991-1992
- Coupe de Tunisie de football 1990-1991
- Coupe de Tunisie de football 1991-1992

### Handball
- Championnat de Tunisie masculin de handball 1990-1991
- Championnat de Tunisie masculin de handball 1991-1992

### Volley-ball
- Équipe de Tunisie de volley-ball en 1991
- Championnat de Tunisie masculin de volley-ball 1990-1991
- Championnat de Tunisie masculin de volley-ball 1991-1992

## Culture
- Le Collier perdu de la colombe, film franco-italo-tunisien réalisé par Nacer Khémir, tourné en 1990 et sorti en 1991, est le deuxième film d'une trilogie, initiée par Les Baliseurs du désert (1984).
- Écrans de sable, film franco-italo-tunisien, réalisé par Randa Chahal Sabbagh et sorti en 1991, est le premier film de la réalisatrice.

## Naissances en 1991
- Naissance en Tunisie en 1991

## Décès en 1991
- Décès en Tunisie en 1991